# Iturbide
Iturbide è un comune del Messico, situato nello stato di Nuevo León, il cui capoluogo è la località omonima.
Conta 3.571 abitanti (2015) e ha una estensione di 561,88 km². 	 	
Il nome della località ricorda Agustín de Iturbide, militare e politico, nonché primo imperatore del Messico.